# Polen i olympiska vinterspelen 1932
Polen deltog med 15 deltagare vid de olympiska vinterspelen 1932 i Lake Placid. Ingen av landets deltagare erövrade någon medalj.